# Laqueoceras
Laqueoceras es un género extinto de cefalópodos de la subclase Ammonoidea. Eran carnívoros nectónicos de rápido movimiento.